# 대한금속재료학회
대한금속재료학회는 금속 및 기타 재료에 관한 학술과 기술의 향상과 산업진흥에 공헌할 목적으로 1975년 8월 21일 설립허가된 대한민국 미래창조과학부 소관의 사단법인이다. 사무실은 서울특별시 서초구 서초대로56길 38 (서초동)에 있다.

## 학술대회
- 춘계 학술대회
- 추계 학술대회
- 국내 학술대회
  - 집합조직 전문가 워크샵
  - 하계기술강좌
  - 철강과학포럼
  - 철강기술심포지엄
  - 집합조직 프로그램 확산사업 워크샵8
  - 열전기술 특별 심포지엄
- 국제 학술대회
  - Mg
  - ENGE
  - PRICM

## 학회상

### 금속·재료상
1980년에 제정된 대한금속·재료학회 최고상으로 대한민국 금속 및 재료관련 학문, 산업, 기술 분야에 지대한 공로가 있는 자에게 수여한다.

### POSCO 학술상
학회의 금속 및 재료관련 학문연구자에게 주어지는 최고영예의 학술상으로 다년간 우수한 논문을 발표하였거나 우수한 저서를 집필하여 금속 및 재료공학 발전에 공로가 지대한 회원에게 수여한다.

### LS 학술상
금속·재료공학 분야의 연구업적이 탁월하고 관련 사업에 기여한 공로가 큰 회원에게 수여하는 2012년에 제정된 학술상이다.

### 공로상
금속 및 재료공학 학술발전과 산업발전에 지대한 공로가 있는 회원에게 수여하는 상으로, 본 학회 정회원 또는 특별회원사의 대표자로서 10년 이상 재적한 회원에게 시상 한다.

### 특별 공로상
특별공로상은 금속 및 재료공학학회 발전에 특별한 공로가 있다고 인정된 자에게 수여한다.

### 기술상
금속·재료관련 새로운 기술 개발 또는 기술 향상에 공로와 업적이 매우 뛰어난 회원에게 수여하는 상으로, 금속 및 재료 관련 기술 발전을 주도적으로 선도한 회원에게 수여하는 상이다.

### 전자·정보재료상
본 학회 전자재료분야 회원에게 수여하는 전자재료분야 최고 영예의 상으로, 전자 및 정보재료 분야 발전을 위한 연구 및 기술개발에 공헌이 있다고 인정된 회원에게 수여하는 상이다.

### 논문상
학회에서 발간하고 있는 '대한금속·재료학회지', 'METALS AND MATERIALS International(MMI)' 및 'Electronic Materials Letters(EML)'에 게재된 전 2년간의 논문 중 학문적으로 가장 우수한 논문에 대하여 수여하는 상이다.

### 굿리뷰어상
최근 2년 내 '대한금속·재료학회지', 'METALS AND MATERIALS International(MMI)' 및 'Electronic Materials Letters(EML)'의 최다 논문심사를 한 심사위원 중에서, 심사내용이 명확하고 우수하여 논문 수준향상에 기여한 바가 크다고 인정되는 심사자에게 수여하는 상이다.

### Springer 논문상
Springer에서 MMI와 EML 논문 최다 인용자들에게 수여하는 상이다.

### 윤동석상
금속 및 재료 분야에서 학술적, 기술적 업적이 탁월한 회원에게 수여하는 상이다.

### 청웅상
김수영 회원을 기리는 상이다.

### 서정상
박평주 회원을 기리는 상이다.

### 철재상
양훈영 회원을 기리는 상이다.

### 신진학술상
금속 및 재료관련 우수한 논문을 다년간 발표하였거나 우수한 저서를 집필하여 금속 및 재료공학 발전에 높은 기여를 한 만 40세 미만의 신진 회원에게 수여하는 상이다.

### 신진기술상
금속·재료관련 새로운 기술 개발 또는 기술 향상에 공로와 업적이 매우 뛰어난 만 40세 미만의 신진 회원에게 수여하는 상이다.

### 재료조직사진상
재료에 관한 학술 또는 기술발전에 유익하다고 인정되는 조직사진에 대하여 수여하는 상이다.

### WISET·KiM 젊은 여성 연구자상
대한금속·재료학회와 한국여성과학기술인지원센터와 공동으로 수여하는 상으로 2012년부터 제정되어 젊은 여성 연구자 중에 우수한 논문을 발표한 경우 및 학술대회 포스터 발표자 중에 우수한 논문을 발표한 여성 회원에게 수여하는 상이다.
|     |             | 수상자             | 공적 |
| --- | ----------- | ------------------ | --- |
| 1회 | 2012년 춘계 | 정지원(서울대학교) | 나노압입시험을 이용한 금속 박막의 국부적 잔류응력 평가                                                                   |
| 1회 | 2012년 추계 | 이은경(경상대학교) | Effect of Ti Addition on Tensile Properties of Cu-Ni-Si Alloys                                                           |
| 1회 | 2012년 추계 | 최지애(고려대학교) | Microstructural and Electrochemical Properties of Ti-doped Al2O2 coated LicoO2 Films                                     |
| 2회 | 2013년 춘계 | 이명주(안동대학교) | 저온 분사 공정으로 제조된 Ta 코팅층의 특성에 미치는 송급 가스의 영향                                                     |
| 2회 | 2013년 추계 | 김은영(순천대학교) | Effect of Initial Microstructure on Strain-Stress Partitioning and Void Formation in DP980 Steel During Uniaxial Tension |
| 2회 | 2013년 추계 | 구혜경(세종대학교) | Water-Splitting Performance of Cu-In-S Compounds/1D-Na2Ti6O13/FTO Photoelectrode                                         |
| 3회 | 2014년 춘계 | 박민재(울산대학교) | 유도결합플라즈마를 이용하여 증착한 TiAlSiN 박막의 물리적 특성 연구                                                       |
| 3회 | 2014년 춘계 | 박경미(재료연구소) | |
| 3회 | 2014년 춘계 | 최은미(중앙대학교) | |
| 3회 | 2014년 추계 |                    | |
| 3회 |             |                    | |